# Corazzatura Harvey
La corazzatura Harvey era un tipo di corazzatura di acciaio, sviluppata nel 1890, composta da piastre la cui superficie frontale era cementata. Il metodo divenne noto anche come  processo Harvey dal nome del suo inventore: l'ingegnere Hayward Augustus Harvey.
Questo tipo di corazzatura venne utilizzato nella costruzione delle navi da battaglia per poi essere sostituito dalla corazzatura Krupp nel tardo 1890.

## Predecessori
Prima della comparsa della corazzatura composita nel 1880, la blindatura era costituita da una piastra uniforme in ferro o da piastre in acciaio sostenute da diversi centimetri di teak per assorbire l'urto del proiettile. La blindatura composta apparve a metà 1880 ed era costituita da due diversi tipi di acciaio: una piastra esterna in acciaio ad alta contenuto di carbonio, molto duro ma fragile, sostenuta da una più elastica di acciaio a basso contenuto di carbonio. La piastra frontale aveva lo scopo di rompere il proiettile all'impatto, mentre la piastra posteriore avrebbe contenuto le schegge e sarebbe servita a tenere l'armatura insieme nel caso in cui la piastra esterna fosse andata in frantumi.
L'armatura composta veniva ottenuta versando acciaio fuso tra una piastra arroventata in ferro battuto, che fungeva da supporto, e una piastra anteriore in acciaio temprato. Questo processo serviva a saldare insieme le due piastre ma aveva il difetto di produrre una brusca transizione tra le proprietà delle due piastre. Come conseguenza, le due piastre rischiavano di separarsi se colpite da un proiettile. Inoltre accadeva spesso che la piastra posteriore non era sufficientemente elastica per fermare le schegge. Con la scoperta della lega di acciaio al nichel nel 1889, l'armatura composta divenne obsoleta.

## Processo di produzione
La corazzatura Harvey utilizzava una singola piastra di acciaio, conservando però i benefici della blindatura composta. La superficie esterna subiva il processo di carbocementazione, assorbendo un'alta percentuale di carbonio. In questo processo, la piastra di acciaio veniva coperta da carbone vegetale e riscaldata fino a circa 1200 °C per due o tre settimane. Il processo accresceva il contenuto di carbonio della superficie fino all'1%, diminuendo gradualmente verso l'interno della piastra fino a riportarsi ai valori originali (0,1-0,2%) alla profondità di circa un pollice. Dopo la cementazione la piastra veniva temprata inizialmente in un primo bagno d'olio, poi in un bagno di acqua, a cui seguiva un processo di ricottura per irrigidire la parte posteriore della piastra. Il bagno d'acqua venne poi sostituito con getti d'acqua per prevenire la formazione di uno strato di vapore che isolava l'acciaio dall'acqua. Il processo venne ulteriormente migliorato dalla forgiatura della lastra a bassa temperatura prima del trattamento termico finale.
Mentre la United States Navy adottò l'acciaio al nichel per la corazzatura Harvey (in lega con circa lo 0,2% di carbonio, lo 0,6% di manganese e il 3,5% di nichel), i britannici utilizzarono acciai normali, dal momento che prove da loro effettuate dimostrarono come l'acciaio ordinario sottoposto al processo Harvey avesse la stessa resistenza alla penetrazione dell'acciaio al nichel.
La corazzatura Harvey venne utilizzata da tutte le principali marine. Una corazza Harvey da 13 pollici di spessore offriva la stessa protezione di una corazza da 15,5 pollici di acciaio al nichel. A sua volta venne resa obsoleta dallo sviluppo della corazzatura Krupp circa nel 1896